# SN 2007bn
SN 2007bn – supernowa odkryta 18 kwietnia 2007 roku w galaktyce NGC 7408. W momencie odkrycia miała maksymalną jasność 17,00m.